# Tilly O'Neill-Gordon
Tilly O'Neill-Gordon née le 16 février 1949 à Escuminac, au Nouveau-Brunswick est une femme politique canadienne du Nouveau-Brunswick.

## Biographie
Elle a été de 2008 à 2015 députée de la circonscription fédérale de Miramichi sous la bannière conservatrice. Lors des élections générales de 2015, elle a été défaite par Pat Finnigan du Parti libéral du Canada dans la nouvelle circonscription de Miramichi—Grand Lake.